# Slamboree 1994
Slamboree 1994 fu un pay-per-view organizzato dalla federazione di wrestling World Championship Wrestling (WCW); si svolse il 22 maggio 1994 presso il Philadelphia Civic Center di Filadelfia, Pennsylvania.

## Descrizione
Prima dell'inizio del pay-per-view la WCW introdusse un gruppo di "leggende" al pubblico: Ole Anderson, Penny Banner, Red Bastien, Tully Blanchard, The Crusher, Don Curtis, Terry Funk, Verne Gagne, Hard Boiled Haggerty, Larry Hennig, Killer Kowalski, Ernie Ladd, Wahoo McDaniel, Angelo Mosca, Harley Race, Ray Stevens, Lou Thesz, Mr. Wrestling II, Tommy Young. Più avanti nella serata The Assassin, Ole Anderson, Harley Race, Ernie Ladd, The Crusher, e Dick the Bruiser furono ammessi nella WCW Hall of Fame.
Cactus Jack rimpiazzò l'infortunato Dave Sullivan nel match per il WCW World Tag Team Championship. Vader avrebbe dovuto combattere contro Rick Rude, ma Rude dovette essere sostituito da Sting in quanto si era gravemente infortunato alla schiena in Giappone durante un match con Sting, ed era stato costretto a terminare la carriera da wrestler.

## Risultati
| N.         | Risultati                                                                                 | Stipulazione                                                                                            | Durata |
| ---------- | ----------------------------------------------------------------------------------------- | --- | ------ |
| Dark match | Pretty Wonderful (Paul Roma & Paul Orndorff) sconfiggono Brian Armstrong & Brad Armstrong | Tag team match                                                                                          | N/A    |
| 1          | Steve Austin (c) sconfigge Johnny B. Badd                                                 | Single match per il WCW United States Heavyweight Championship                                          | 16:12  |
| 2          | Terry Funk contro Tully Blanchard termina in doppia squalifica                            | Single match                                                                                            | 07:15  |
| 3          | Larry Zbyszko sconfigge Lord Steven Regal                                                 | Single match                                                                                            | 11:30  |
| 4          | Dustin Rhodes sconfigge Bunkhouse Buck                                                    | Bullrope match                                                                                          | 12:47  |
| 5          | Ric Flair (c) sconfigge Barry Windham                                                     | Single match per il WCW World Heavyweight Championship                                                  | 13:21  |
| 6          | Cactus Jack & Kevin Sullivan sconfiggono The Nasty Boys (Brian Knobbs & Jerry Sags) (c)   | Broad Street Bully match per i WCW World Tag Team Championship (con Dave Schultz come arbitro speciale) | 09:56  |
| 7          | Sting sconfigge Vader                                                                     | Single match per il vacante WCW International World Heavyweight Championship                            | 13:54  |

Altre personalità presenti
| Ruolo          | Nome:                 |
| -------------- | --------------------- |
| Commentatori   | Tony Schiavone        |
| Commentatori   | Bobby Heenan          |
| Commentatori   | Gordon Solie          |
| Arbitri        | Randy Anderson        |
| Arbitri        | Nick Patrick          |
| Intervistatori | Gene Okerlund         |
| Intervistatori | Jesse Ventura         |
| Annunciatori   | Gary Michael Cappetta |